# Angical do Piauí
Angical do Piauí est une municipalité brésilienne située dans l'État du Piauí.